# Данський добровольчий корпус СС «Шальбург»
Данський добровольчий корпус СС «Шальбург» (нім. Schalburgkorps, дан. Schalburgkorps) — військове формування Третього Рейху, що організаційно входило до складу «Германік-СС» (нім. Germanische-SS), сформоване з добровольців — громадян Данії за часів Другої світової війни. Названий на честь відомого данського колабораціоніста Християна фон Шальбурга, що загинув в Дем'янському котлі.

## Історія
Данські формування СС були сформовані 2 лютого 1943 року, а їх основне з'єднання 30 березня отримало ім'я «Шальбург». Ті, хто не мав досвіду служби на Східному фронті, проходили шеститижневі курси військової та політичної підготовки. З моменту формування корпус був поділений на дві частини: одна складалася з регулярних солдатів, а друга група «Данська народна оборона» — з цивільних осіб (від них очікувалася принаймні від деяких фінансова підтримка корпусу). Члени груп охороняли дороги та боролися зі спробами диверсій на них.
У липні 1944 року корпус отримав ім'я Тренувальний батальйон СС «Шальбург», а через півроку взагалі став Охоронним батальйоном СС «Зеландія». 28 лютого 1945 р. корпус офіційно був розпущений, оскільки був уже не в змозі боротися з данським Рухом Опору. Після війни всі його члени, що вижили, постали перед судом за звинуваченням у державній зраді і були за вироком суду розстріляні.